# Trigonoptera pseudomaculata
Trigonoptera pseudomaculata är en skalbaggsart som beskrevs av Stefan von Breuning 1939. Trigonoptera pseudomaculata ingår i släktet Trigonoptera och familjen långhorningar. Inga underarter finns listade i Catalogue of Life.